# Мерімде
Мерімде (араб. مرمدة بني سلامة — Мерімде Бені-Салама) — неолітичне поселення на західній межі Дельти Нілу, в 60 км на північний захід від Каїра. Поселення, що є одним із найбільших в додинастичний період, датується V - першою половиною 4 тисячоліття до н. е., що відповідає часу кінця Бадарійського періоду — початок періоду Накада I у Верхньому Єгипті, а також Файюмській культурі А. Площа населених пунктів близько 18 га, чисельність населення оцінюється від 5 до 16 000 осіб. Культурний шар досягає товщини 2 м.

## Опис
Кераміка та кам'яні знаряддя, знайдені в Мерімде, схожі з неолітичною  Файюмською культурою A, однак кераміка Мерімде відрізняється більшою точністю виготовлення та різноманітністю форм. Знайдено багато кам'яних землеробських знарядь: серпи, зернотертки й ін., а також кістки риб, гачки і гарпуни. Це дає підстави припускати, що поряд із землеробством, однією із важливих функцій жителів було рибальство .
На ранній стадії розвитку поселення житла представляли собою невеликі конічні хатини з очерету, укріплені жердиною та розташовані хаотично, на пізній стадії хатини робили вже з саманної цегли та ставили впорядковано з урахуванням пануючого вітру. Близько хатин знаходилися ями господарського призначення з посудом для води і кошиками для зерна. У 1982 знайдена розбита теракотова голова, яку вдалося відновити. Вона є одним з найдавніших відомих зображень людини в Єгипті. При розкопках некрополя знайдені поховання, в яких небіжчики лежать в скорченому положенні, в основному головою на південний схід і обличчям на північний схід.
Перші розкопки поселення проводилися в 1928-1939 під керівництвом Германа Юнкера . Другий раз археологи досліджували поселення в 1980-ті , однак, незважаючи на це, розкопана ще не вся територія, а лише три окремих ділянки.